# オフリド湖
オフリド湖 （マケドニア語: Охридско Езеро、ラテン文字表記：Ohridsko Ezero、アルバニア語: Liqeni i Ohrit）は、北マケドニア、アルバニアの境にある湖。おそらくヨーロッパでも最古の湖で、古代湖のひとつ。

## 地理

地図
オフリド湖（左）とプレスパ湖（右）

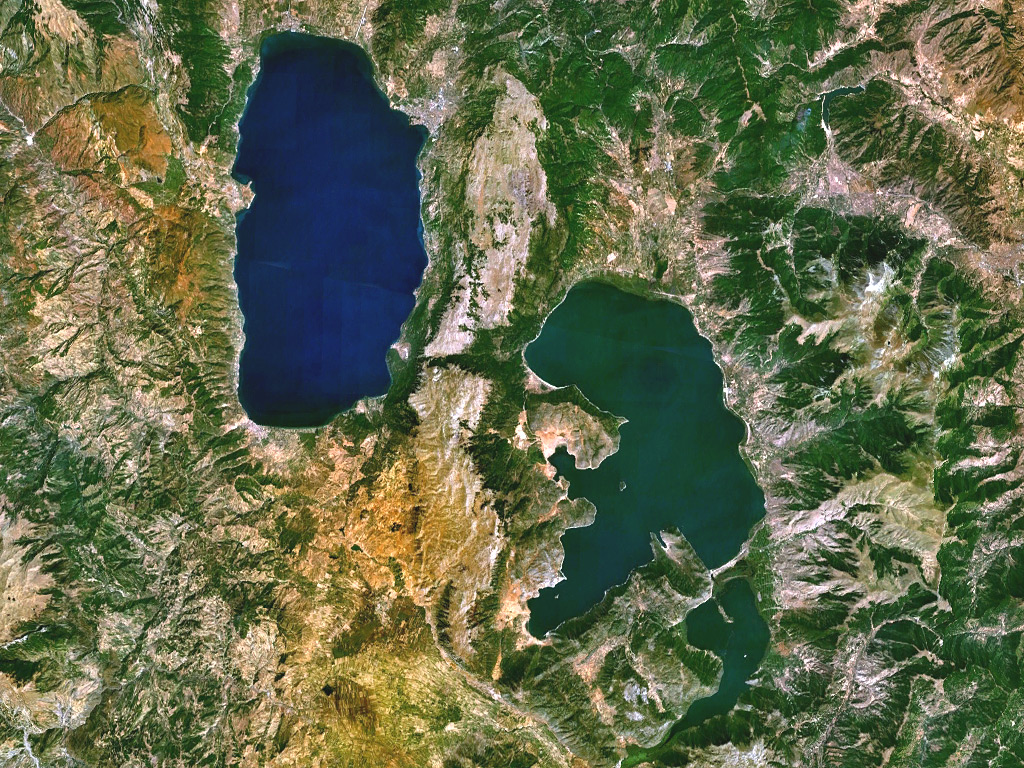
衛星写真
オフリド湖（左）とプレスパ湖（右）

オフリド湖はバルカン半島で最も水深の深い湖である。最深で288メートル、平均で155メートルである。最長30.4キロ、幅14.8キロ、湖岸線の長さは87.53キロメートルで、北マケドニア側が56.02キロ、アルバニア側が31.51キロを領有している。湖の南東部にはサタ山がある。
オフリド湖の東10kmにある大プレスパ湖とは標高差が150mもあるため、大プレスパ湖から流れ出た水は初めカルスト台地の地中を通り、湧水となってオフリド湖にそそぐ。オフリド湖からは黒ドリニ川がアルバニア国内を流れ、ドリニ川を経てアドリア海へ注いでいる。
湖周辺は渡り鳥が越冬するストゥデンチシュテ湿地などの湿地およびマケドニアマツ、ギリシャビャクシン、ハンガリーオークの森林があり、湖には腹足類のAcroloxus macedonicusおよびサケ類のベルシュカ、オフリドトラウト、そしてコイなどの魚類が、周辺にはニシハイイロペリカン、メジロガモ、ハクチョウ類、カラフトワシ、カタシロワシ、ビロードキンクロといったまれな鳥類およびギリシャモグラ、バルカンオオヤマネコ、タイリクオオカミ、ヒグマなどの哺乳類が生息している。2014年に生物圏保護区に、2021年にラムサール条約湿地にそれぞれ登録されている。

## 世界遺産

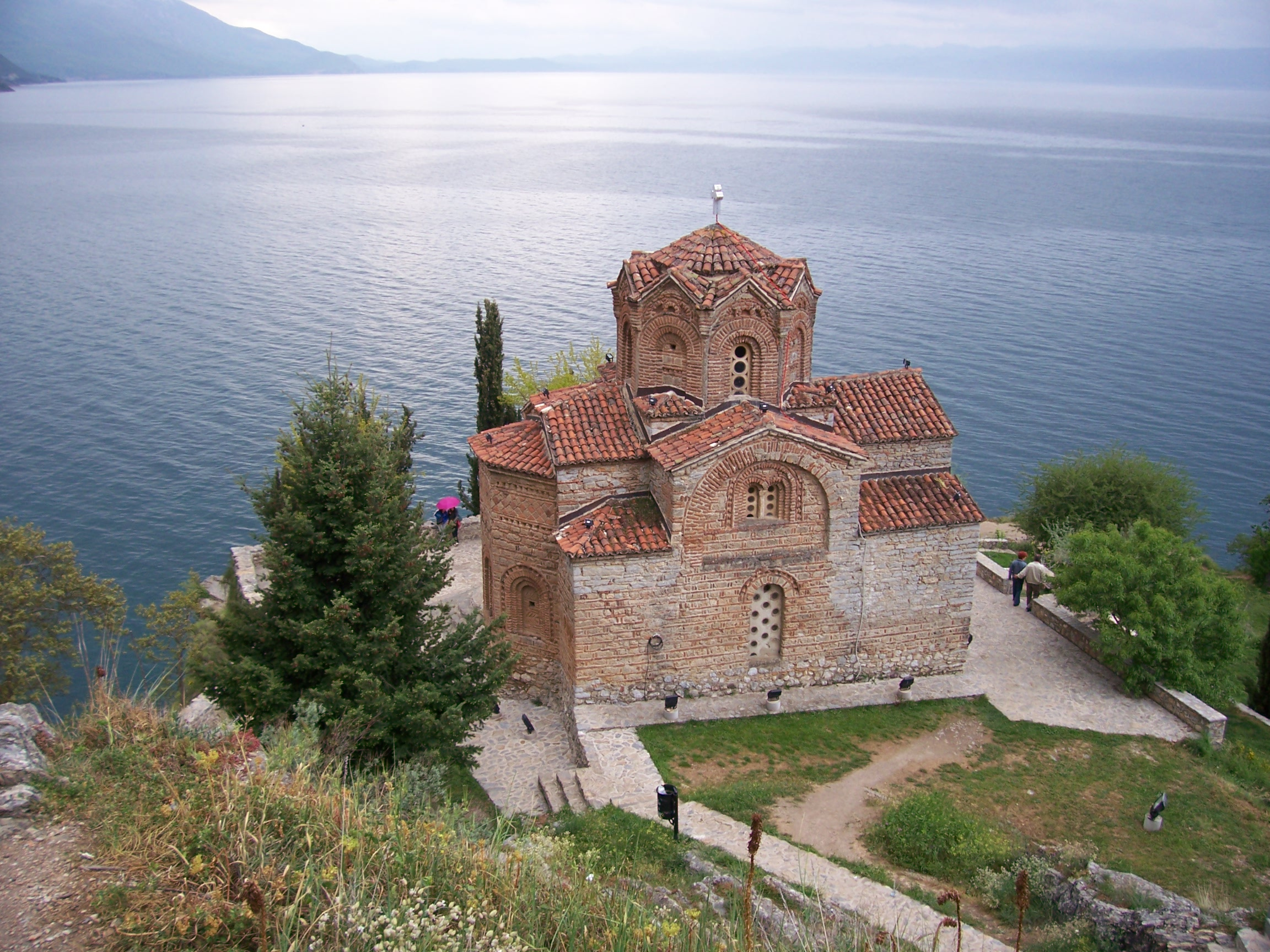
オフリド湖畔にたつ聖ヨヴァン・カネオ教会

1979年から1980年にかけて、オフリド湖は、湖畔のオフリド市街と共に「オフリド地域の自然・文化遺産」としてユネスコの世界遺産に登録された。